# Лейпциг (район, до 2008)
Ле́йпциг (нем. Leipziger Land) — бывший район в Германии.
Центром района был город Борна. Район входил в землю Саксония. Подчинён был административному округу Лейпциг . Занимал площадь 752,20 км². Население составило 147 267 чел. Плотность населения 196 чел./км².
Официальный код района был 14 3 79.
Район подразделялся на 22 общины.
В ходе саксонской коммунальной реформы с 1 августа 2008 года стал частью объединённого района Лейпциг в составе новообразованного дирекционного округа Лейпциг.

## Города и общины
Города
1. Бёлен (6 985)
2. Борна (22 428)
3. Фробург (7 889)
4. Гайтхайн (6 347)
5. Гройч (8 521)
6. Кичер (6 053)
7. Корен-Залис (3 083)
8. Марклеберг (23 806)
9. Маркранштедт (15 301)
10. Пегау (4 768)
11. Регис-Брайтинген (4 299)
12. Рёта (4 057)
13. Цвенкау (8 985)

Объединения общин
Управление Гайтхайн
Управление Нойкирич
Управление Пегау
Управление Регис-Брайтинген
Управление Рёта
Общины
1. Дойцен (2 061)
2. Эльстертребниц (1 522)
3. Эспенхайн (2 685)
4. Ойлаталь (3 594)
5. Гроспёсна (5 622)
6. Китцен (2 014)
7. Лобштедт (2 652)
8. Нарсдорф (1 874)
9. Нойкирич (3 348)